# 刘赜
刘赜（1891年—1978年），字博平，湖北省广济县刘燡垸人。中國語言學家。

## 生平
生于清光绪十七年（1891），卒于1978年。其母与父宦游，生赜于湖南牛鼻滩舟中，因此自号牛鼻滩生。受业于湖北蕲春县同乡黄侃先生，于1917年毕业于北京大学中文系，习古文字学和训诂学，是世所公认的小学家，是章黄学派的主要传人。先后任职于上海暨南大学、武汉大学，曾任武汉大学文学院院长。著有《简园日记》、《声韵学表解》、《说文古韵谱》、《初文述谊》、《小学札记》。其他有多篇关于古文字学和训诂学文章在各学术期刊发表。博平先生在治文字学之余，精通书法，尤以小篆文为上品。